# سينيبازيد
سينبازيد (بالإنجليزية: Cinepazide)‏ أو ماليات سينبازيد (بالإنجليزية: cinepazide maleate)‏  هو موسع للأوعية يستخدم في الصين لعلاج أمراض القلب والأوعية الدموية والدماغ والأوعية الدموية وأمراض الأوعية الدموية الطرفية. يبدو أنه يعمل عن طريق تقوية مستقبلات الأدينوزين A2.